# Niels van der Zwan
Niels van der Zwan, född den 25 juni 1967 i Scheveningen i Nederländerna, är en nederländsk roddare.
Han tog OS-guld i åtta med styrman i samband med de olympiska roddtävlingarna 1996 i Atlanta.